# Harold A. Larrabee
Harold Atkins Larrabee (1894-1979) fue un escritor, filósofo, crítico y profesor estadounidense.

## Biografía
Nacido en 1894, fue autor de obras como What Philosophy Is; Reliable Knowledge; Decision at the Chesapeake (Clarkson N. Potter, 1964), sobre la batalla de Chesapeake; así como de una reedición del Bentham's Handbook of Political Fallacies (The Johns Hopkins Press, 1952), de Jeremy Bentham.
Editó y tradujo varias obras del francés Charles Léopold Mayer, como Man: Mind or Matter? (The Beacon Press, 1951), In Quest of a New Ethics (The Beacon Press, 1954) o Sensation: The Origin of Life (Antioch Press, 1961). Colaborador de The New England Quarterly, falleció en febrero de 1979.